# Edward Braxton
Edward Kenneth Braxton, né le 28 juin 1944 à Chicago, est un prélat américain, actuel évêque du diocèse de Belleville. Sa devise est Mane nobiscum Domine.

## Biographie
Edward Braxton naît à Chicago au sein d'une famille afro-américaine. Il est ordonné prêtre par le cardinal Cody, archevêque de Chicago, le 13 mai 1970. Il a un master of Arts et une licence canonique en théologie de l'université de Saint Mary of the Lake, près de Chicago. Plus tard, il obtient un doctorat de théologie de l'université de Louvain. Le pape Jean-Paul II le nomme évêque auxiliaire de Saint-Louis et évêque in partibus de Macomades Rusticiana (de), le 28 mars 1995. Il est consacré le 17 mai suivant par Mgr Rigali. Le 12 décembre 2000, Mgr Braxton est nommé évêque de Lake Charles, prenant possession de son siège le 22 février suivant. Le 15 mars 2005, il est nommé évêque de Belleville, succédant à Mgr Gregory, également d'origine afro-américaine. Mgr Braxton s'implique particulièrement dans l'évangélisation des communautés noires et s'est adressé dans ce sens au National Black Catholic Congress à plusieurs reprises.